# David Johnston
David Albert Lloyd Johnston (ur. 14 lutego 1956 w Perth) – australijski polityk, członek Liberalnej Partii Australii (LPA). Od 2002 senator ze stanu Australia Zachodnia, w latach 2013-2014 minister obrony Australii.

## Życiorys

### Kariera zawodowa
Jest absolwentem prawa na University of Western Australia. Przed rozpoczęciem kariery politycznej mieszkał i pracował w Kalgoorlie, jednym z najważniejszych australijskich ośrodków wydobycia złota, gdzie był adwokatem wyspecjalizowanym w reprezentowaniu spółek górniczych.

### Kariera polityczna
Po raz pierwszy kandydował do parlamentu federalnego w 1987, kiedy to bez powodzenia ubiegał się o mandat do Izby Reprezentantów w okręgu wyborczym Kalgoorlie. Po 14 latach przerwy ponownie wystartował w wyborach w 2001, tym razem skutecznie, jako jeden z kandydatów LPA do senackiej delegacji Australii Zachodniej. W praktyce rozpoczął pracę parlamentarną w 2002, zgodnie z konstytucyjną zasadą, iż, niezależnie od daty wyborów, nowa kadencja Senatu rozpoczyna się zawsze 1 lipca. Od marca do grudnia 2007 był członkiem szerokiego składu rządu Johna Howarda jako minister sprawiedliwości i ceł (czyli de facto wiceminister w Departamencie Prokuratora Generalnego). Jego urzędowanie przerwały przegrane przez Koalicję wybory.
Po powrocie LPA do władzy we wrześniu 2013 został powołany w skład gabinetu Tony’ego Abbotta jako minister obrony. Opuścił rząd podczas jego rekonstrukcji w grudniu 2014.